# Sarpogrelat
Sarpogrelat (Anplag, MCI-9042, LS-187,118) je lek koji deluje kao antagonist na  i  receptorima. On blokira serotoninom indukovanu agregaciju trombocita, i ima moguću primenu u tretmanu mnogih bolesti uključujući , Birgerova bolest, Rejnoov fenomen, koronarna arterijska bolest, angina pektoris, i ateroskleroza.